# Lords Comissionats de l'Almirallat

Bandera de la Junta de l'Almirallat

Els Lords Comissionats de l'Almirallat són els membres de l'Almirallat que exerceixen el comandament sobre la Royal Navy.
Oficialment coneguts com a Comissionats per a l'Exercici de l'Ofici de Lord Alt Almirall del Regne Unit de la Gran Bretanya i d'Irlanda del Nord (o d'Anglaterra, de la Gran Bretanya o el Regne Unit de Gran Bretanya i Irlanda, depenent del període), els Lords Comissionats només existeixen quan el càrrec de Lord Alt Almirall és ocupat en comissió, no només per una única persona. Durant els períodes en què és nomenat un únic Lord Alt Almirall, hi ha un Consell del Lord Alt Almirall, que l'assisteix.

## Història
El càrrec de Lord Alt Almirall va ser creat cap al 1400, per encarregar-se de la Royal Navy, i era un dels Grans Oficials de l'Estat. Podia ser exercit per un individu (com va ser invariablement fins al 1628, per la Corona directament (com va ser el cas entre 1684 i 1689) o per la Junta de l'Almirallat.
Després de servir com a Lord Alt Almirall, el Duc de York havia estat desqualificat de l'ofici per ser catòlic romà, segons l'Acta de Prova de 1673, la Junta de Comissionats estava format per entre dotze i setze Consellers Privats, que servien sense remuneració. El 1679 això es modificà, reduint-se el nombre de Comissionats a set, els quals rebien un salari i no calia que fossin membres del Consell Privat.
Amb l'excepció dels anys 1702 a 1709 i de 1827 a 828, quan es nomenà un únic Lord Alt Almirall, el l'Almirallat romangué en aquesta estructura (encara que el nombre de Comissionats varià), fins que va ser integrat al Ministeri de Defensa el 1964.

## Organització
Els Lords Comissionats normalment són una barreja d'almiralls en servei, anomenats Navals o Lords del Mar, i de polítics, els Lords Civils, amb els Lords Navals formant habitualment una majoria.
El president de la Junta era conegut com el Primer Lord de l'Almirallat, o de vegades, Primer Lord Comissionat de l'Almirallat, i era un membre del govern. Després de 1806, el Primer Lord de l'Almirallat era sempre un civil, mentre que el cap professional de la Royal Navy passà a ser conegut com a Primer Lord del Mar, títol encara vigent. Des de 1805, els diversos Lords Navals han tingut assignats diversos deures:
- Primer Lord del Mar i Cap de l'Estat Major Naval
  - Vice Cap de l'Estat Major Naval (Intel·ligència, Operacions i Navegació)
- Segon Lord del Mar i Cap de Personal
- Tercer Lord del Mar i Controlador de la Navy
  - Vice-controladors i adjunts (recerca i desenvolupament, construcció i manteniment)
- Controlador de la construcció i manteniment dels vaixells mercants
- Quart Lord del Mar i Cap de Subministraments Navals
- Cinquè Lord del Mar i Cap dels Serveis Aeris Navals (des del segle XX)
- Lord Civil Enginyer en Cap
- Secretari Parlamentari de Contractació i Compra
- Secretari Permanent (tots els departaments i branques del secretariat, registre de guerra)

El quorum necessari era de dos Comissionats i un Secretari

## Estil
Els Lords Comissionats eren nomenats col·lectivament com Els Molt Honorables Lords Comissionats de l'Almirallat, i habitualment eren referits com "Their Lordships" o "My Lords Commissioners of the Admiralty", encara que individualment no gaudissin d'aquest tractament. Més informalment eren coneguts com "The Lords of the Admiralty" (aquest és el tractament que sempre reben a les novel·les històriques d'Horatio Hornblower)

## Abolició
Amb l'abolició de la Junta de l'Almirallat i la seva fusió al Ministeri de Defensa el 1964, el control formal de la Navy va passar a mans del Comitè de l'Almirallat de la Junta de Defensa del Regne Unit, amb el control rutinari de la Royal Navy passant a mans del Comitè de la Navy. El càrrec de Lord Alt Almirall va passar a mans de la corona, (en la persona del monarca regnant), i el Primer Lord de l'Almirallat deixà d'existir, encara que els càrrecs de Primer, Segon i Tercer Lords del Mar retingueren els seus títols, tot i cessar com a Lords Comissionats de l'Almirallat.

## Font
- Roskill, S.W., Capt. DSC. RN., The War at Sea, 1939 - 1945, vol. I, Her Majesty's Stationery Office, London, 1954